# Bill Guerin
William Robert „Bill“ Guerin (* 9. November 1970 in Worcester, Massachusetts) ist ein ehemaliger US-amerikanischer Eishockeyspieler und derzeitiger -funktionär, der im Verlauf seiner aktiven Karriere zwischen 1991 und 2010 unter anderem 1403 Spiele für die New Jersey Devils, Edmonton Oilers, Boston Bruins, Dallas Stars, St. Louis Blues, San Jose Sharks, New York Islanders und Pittsburgh Penguins in der National Hockey League auf der Position des rechten Flügelstürmers bestritten hat. Seine größten Karriereerfolge feierte Guerin, der viermal am NHL All-Star Game teilnahm, in Diensten der New Jersey Devils mit den Gewinnen des Stanley Cups im Jahr 1995 und den Pittsburgh Penguins im Jahr 2009 sowie im Trikot der Nationalmannschaft der Vereinigten Staaten mit dem Sieg beim World Cup of Hockey 1996. Seit August 2019 ist er als General Manager der Minnesota Wild in der NHL tätig.

## Karriere
Guerin wurde beim NHL Entry Draft 1989 als Fünfter in der ersten Runde von den New Jersey Devils ausgewählt, nachdem er zuvor in der amerikanischen Juniorenliga New England Junior Hockey League bei den Springfield Olympics vier Jahre lang gespielt hatte. Danach wechselte er für zwei Spielzeiten ans Boston College, das in der Hockey East der National Collegiate Athletic Association spielte.

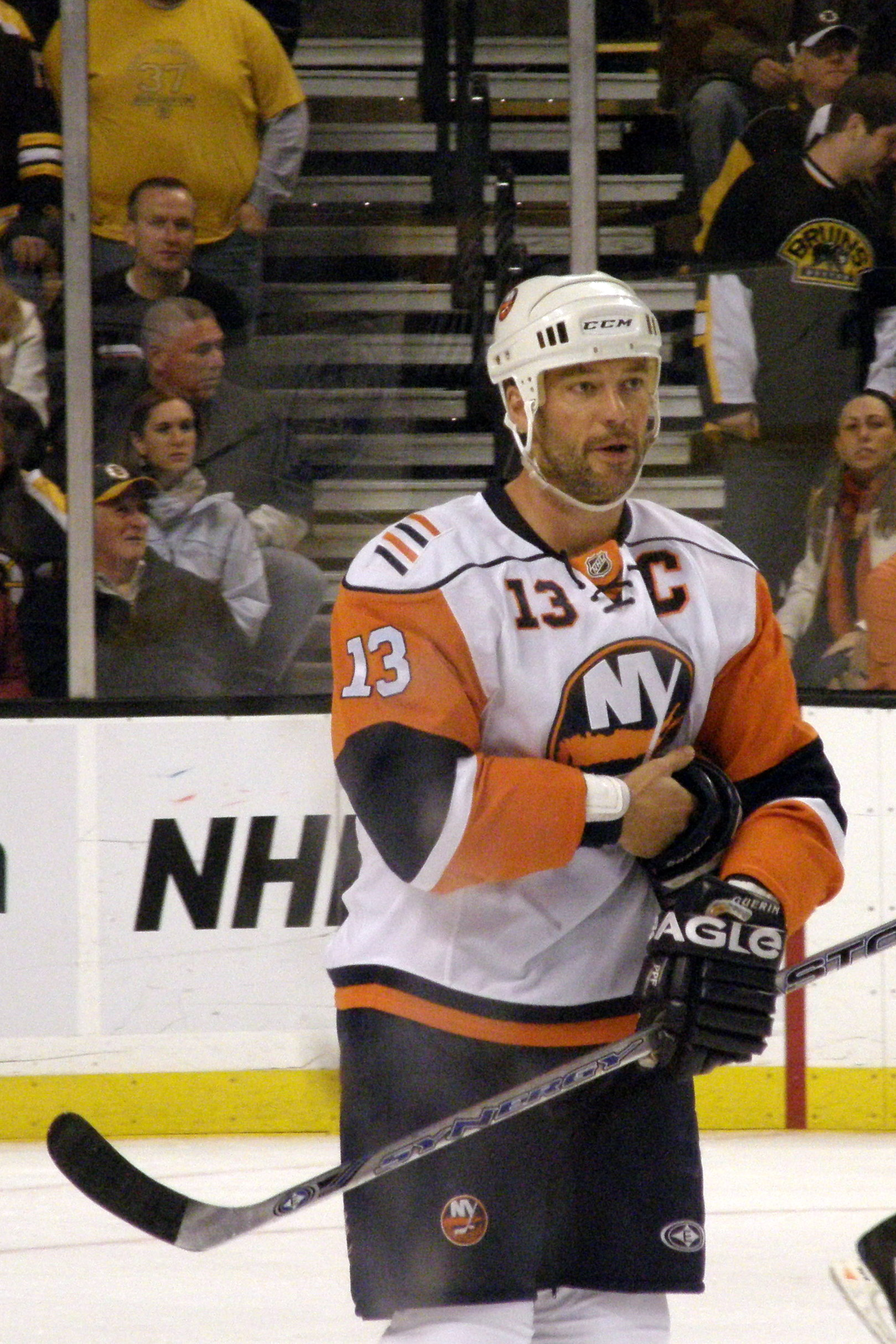
Guerin im Trikot der New York Islanders

Zunächst öfter in der American Hockey League beim Farmteam der New Jersey Devils, den Utica Devils aus der American Hockey League, eingesetzt, absolvierte Guerin in der Saison 1991/92 dennoch seine ersten elf NHL-Spiele, in denen er drei Tore und ein Assist erzielen konnte. In der folgenden Spielzeit erhöhte sich die Anzahl seiner Einsätze in der NHL auf 65 und Guerin entwickelte sich ab der Saison 1993/94 zu einer festen Größe im Kader der Devils. In der verkürzten Saison 1994/95 feierte er dann mit dem Stanley-Cup-Sieg der Devils seinen bisher größten Erfolg in der NHL. Längst zum Stammpersonal in New Jersey geworden, wechselte Bill Guerin während der Saison 1997/98, zusammen mit Waleri Selepukin zu den Edmonton Oilers. Im Gegenzug kamen Jason Arnott und Bryan Muir an die Ostküste. Der US-Amerikaner blieb den Oilers bis Ende 2000 treu. Nach etwa einem Viertel der Saison 2000/01 wechselte Guerin im Austausch für Anson Carter und diverse Draft-Picks zu den Boston Bruins, wo er letztendlich bis zum Ende der Saison 2001/02 spielte. Zu Beginn der Saison 2002/03 unterschrieb er bei den Dallas Stars einen neuen Vierjahresvertrag. Nach einer für ihn enttäuschenden Saison 2005/06 in Dallas, unterzeichnete Guerin am 3. Juli 2006 einen Vertrag in St. Louis, wo der Rechtsschütze schnell zu alter Stärke zurückfand und als Folge dessen für das NHL All-Star Game 2007 nominiert wurde. Es war seine vierte Nominierung für ein solches Spiel nach 2001, 2003 und 2004. Am 27. Februar 2007 wurde er für einen Erstrunden-Draftpick im NHL Entry Draft 2007, Ville Nieminen und Jay Barriball von den San Jose Sharks verpflichtet, die ihn als Verstärkung für die Playoffs eingeplant hatten.
Nach der Saison wechselte er als Free Agent zu den New York Islanders, wo er sofort zum Mannschaftskapitän ernannt wurde. Allerdings konnte der erfahrene US-Amerikaner dem Team nicht zum erhofften Erfolg verhelfen. Sowohl in der Saison 2007/08 als auch im Jahr darauf hatten die Islanders keine Chance bei der Vergabe der Playoff-Plätze. Daraufhin wurde Guerin am 4. März 2009 für ein Drittrunden-Wahlrecht im NHL Entry Draft 2009 an die Pittsburgh Penguins abgegeben, die im Vorfeld Stürmer Miroslav Šatan auf die Waiver-Liste gesetzt hatten, um den Vertrag ihrer Neuverpflichtung stemmen zu können. Am Saisonende konnte der Stürmer den zweiten Stanley-Cup-Gewinn seiner Karriere feiern.
Im Sommer 2010 wurde sein Vertrag bei den Penguins nicht verlängert und Guerin wurde ein Free Agent. Anfang Dezember desselben Jahres gab er im Alter von 40 Jahren sein Karriereende bekannt. Im Juni 2011 wurde Guerin von den Penguins als Player Development Coach engagiert. In dieser Aufgabe ist er für die Spielerentwicklung der Nachwuchsakteure in Pittsburghs Farmteams zuständig. Im Sommer 2014 stieg er zum Assistenz-General-Manager der Penguins auf. Drei Jahre später wurde er zudem mit den Geschäften des General Managers von Pittsburghs Kooperationspartner Wilkes-Barre/Scranton Penguins in der AHL betraut.
Im August 2019 kehrte Guerin schließlich auch als General Manager in die NHL zurück, als er bei den Minnesota Wild die Nachfolge des nach nur einer Saison entlassenen Paul Fenton antrat.

### International
Mit dem Team USA gewann Guerin bei den Olympischen Spielen 2002 in Salt Lake City die Silbermedaille. Weitere Olympiateilnahmen waren 1998 in Nagano und 2006 in Turin. Zudem spielte er beim World Cup of Hockey 1996, bei dem er die Goldmedaille errang, und 2004.
In seiner Zeit als Juniorenspieler bestritt er für die US-amerikanische Mannschaft die Junioren-Weltmeisterschaften 1989 und 1990.

## Erfolge und Auszeichnungen
| - 1990 Lamoriello-Trophy-Gewinn mit dem Boston College - 1995 Stanley-Cup-Gewinn mit den New Jersey Devils - 2001 Teilnahme am NHL All-Star Game - 2001 Most Valuable Player des NHL All-Star Game - 2002 NHL Second All-Star Team | - 2003 Teilnahme am NHL All-Star Game - 2004 Teilnahme am NHL All-Star Game - 2007 Teilnahme am NHL All-Star Game - 2009 Stanley-Cup-Gewinn mit den Pittsburgh Penguins - 2013 Aufnahme in die United States Hockey Hall of Fame |

### International
- 1996 Goldmedaille beim World Cup of Hockey
- 2002 Silbermedaille bei den Olympischen Winterspielen

## Karrierestatistik

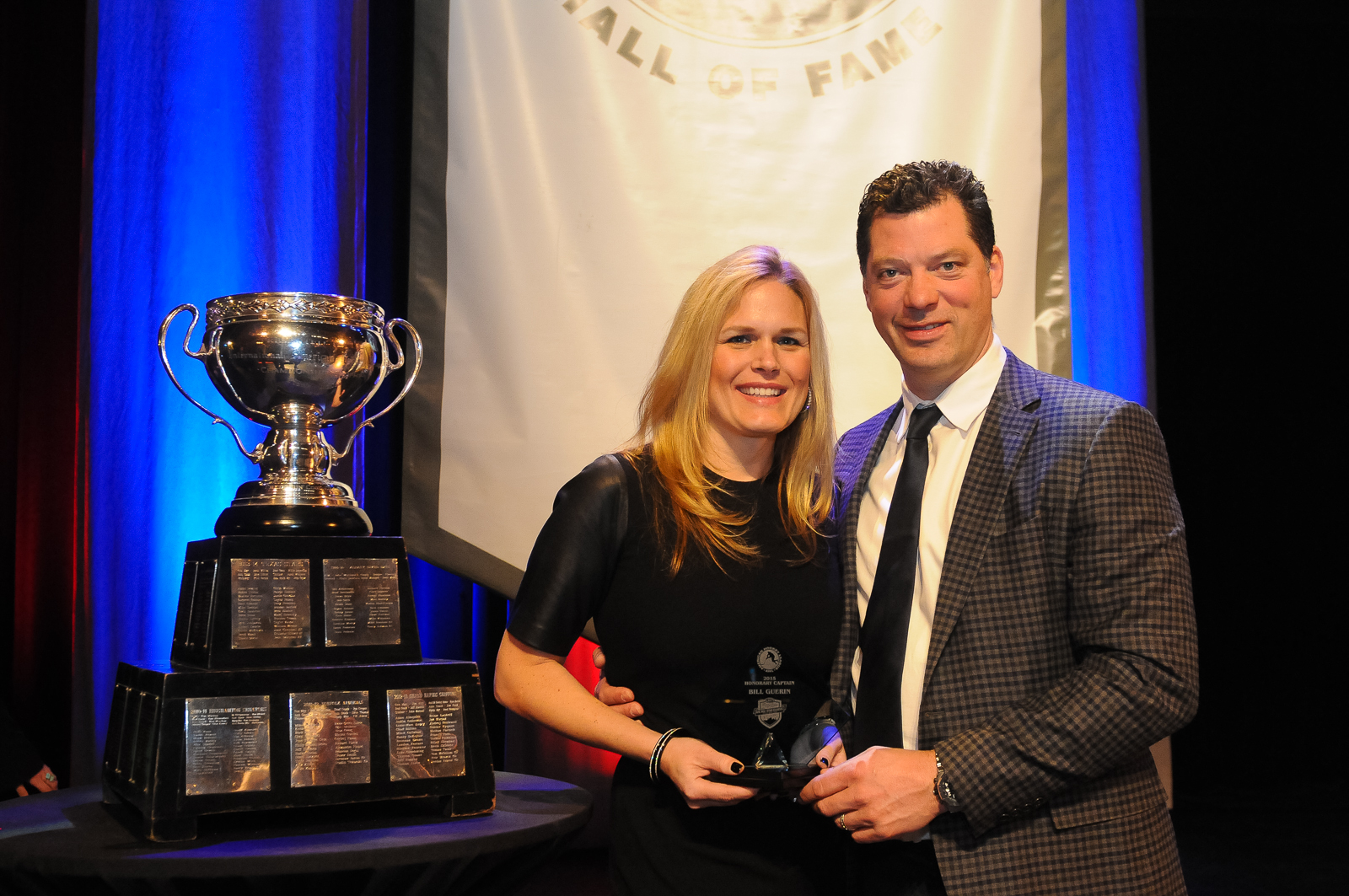
Bill Guerin mit seiner Frau bei einer Veranstaltung der AHL Hall of Fame (2015)

### International
Vertrat die USA bei:
| - Junioren-Weltmeisterschaft 1989 - Junioren-Weltmeisterschaft 1990 - World Cup of Hockey 1996 - Olympischen Winterspielen 1998 | - Olympischen Winterspielen 2002 - World Cup of Hockey 2004 - Olympischen Winterspielen 2006 |

(Legende zur Spielerstatistik: Sp oder GP = absolvierte Spiele; T oder G = erzielte Tore; V oder A = erzielte Assists; Pkt oder Pts = erzielte Scorerpunkte; SM oder PIM = erhaltene Strafminuten; +/− = Plus/Minus-Bilanz; PP = erzielte Überzahltore; SH = erzielte Unterzahltore; GW = erzielte Siegtore; 1 Play-downs/Relegation; Kursiv: Statistik nicht vollständig)